# Khanda (sikhismo)

Il Khanda

Il Khanda (punjabi: ਖੰਡਾ, khaṇḍā) è il simbolo del Sikhismo, formato da due scimitarre, un pugnale a due tagli e un disco, e rappresenta il potere creativo universale. Per la sua importanza può essere paragonato alla Croce, simbolo del Cristianesimo, e alla Stella di David, simbolo dell'Ebraismo. È anche l'emblema della Nishan Sahib, bandiera sacra del Sikhismo.
Il nome del simbolo deriva dalla spada a doppio taglio che appare al centro del logo, chiamata anch'essa Khanda, la quale rappresenta il potere onnipotente del Creatore. Il cerchio posto al centro, chiamato Chakar (o Chakkar), è senza inizio né fine e simboleggia l'infinito e la perfezione di Dio, mentre le due lame all'esterno, dette Kirpans, sono una metafora dell'equilibrio spirituale e temporale dell'universo. Per un Sikh, infatti, gli aneliti spirituali e gli obblighi per la società devono avere la stessa importanza.
Il Khanda viene identificato con il codice U+262C (☬), appartenente al sistema di codifica Unicode.